# Спасс (Лесной район)
 Спасс (карел. Spuasu)— деревня в Лесном муниципальном округе Тверской области.

## География
Находится в северо-восточной части Тверской области на расстоянии приблизительно 6 км по прямой на север-северо-восток по прямой от районного центра села Лесного.

## История
Деревня уже была отмечена как на карте 1825 года, так и на карте Менде (тогда Преображенское или Спасс с 1 двором). До 2019 года входила в состав ныне упразднённого Бохтовского сельского поселения.

## Население
Численность населения: 21 человек (русские 76 %) в 2002 году, 12 в 2010.